# Hydnocarpus hainanensis
Hydnocarpus hainanensis är en tvåhjärtbladig växtart som först beskrevs av Merrill, och fick sitt nu gällande namn av Herman Otto Sleumer. Hydnocarpus hainanensis ingår i släktet Hydnocarpus och familjen Achariaceae. Inga underarter finns listade i Catalogue of Life.